# Saccharum robustum
Espèce
Classification APG III (2009)

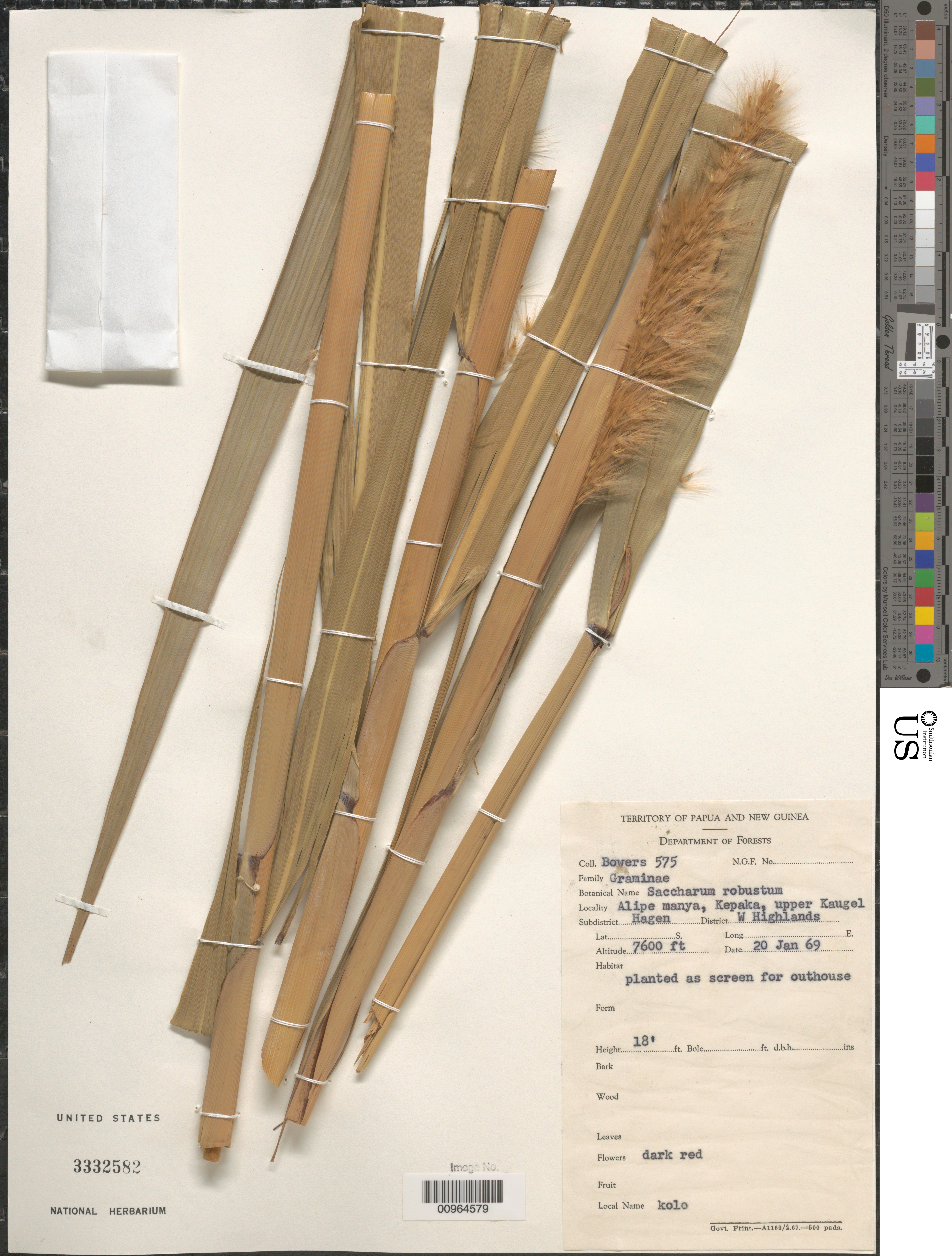
Saccharum Robustum exposé à la Smithsonian Institution dans la section Botanique.

Saccharum robustum est une espèce de plantes monocotylédones de la famille des Poaceae, originaire de Papouasie-Nouvelle-Guinée. Cette espèce est considérée comme l'ancêtre principal de la canne à sucre cultivée.
C'est une plante ligneuse, à la croissance vigoureuse, vivace par ses rhizomes, aux tiges dressées, pouvant atteindre dix mètres de haut, qui forme des peuplements denses sur les berges des rivières.

## Description
Les feuilles sont larges et retombantes parfois pubescentes. Les tiges ont 20-30 cm de diamètres. Elles ne sont pas sucrées et très ligneuses. La souche présente un très fort tallage. Son cycle végétatif est supérieur à 24 mois.
La floraison est faible et étalée dans le temps. Les épillets ont trois à quatre glumes.
Les épis sont souvent avortée et ont alors une forme compacte localement consommé comme légume.

## Génétique
Nombres de base 10 avec deux cytotypes 2n=60 et 2n=80